# Hengelo Oost vasútállomás
Hengelo Oost vasútállomás vasútállomás Hollandiában, Hengelo községben,  településen.

## Vasútvonalak
Az állomást az alábbi vasútvonalak érintik:
- Almelo–Salzbergen-vasútvonal

## Kapcsolódó állomások
A vasútállomáshoz az alábbi állomások vannak a legközelebb:
- Hengelo vasútállomás
- Oldenzaal vasútállomás